# Cloesia parthia
Cloesia parthia là một loài bướm đêm thuộc phân họ Arctiinae, họ Erebidae.